# Fluocortolone
Fluocortolone là một glucocorticoid được sử dụng trong điều trị một số bệnh, bao gồm cả bệnh trĩ.
Nó tương tự như fluocortin, nhưng với một nhóm ít keto hơn.